# كريس ساندر
كريس ساندر (بالإنجليزية: Chris Sander)‏ هو لاعب كرة قدم بريطاني في مركز حراسة المرمى، ولد في 11 نوفمبر 1962 في سوانزي في المملكة المتحدة. لعب مع كارديف سيتي.